# 胡爾瓦塔特
胡爾瓦塔特（阿維斯陀語：Haurvatāt），或譯豪爾瓦塔特。中古波斯語稱哈爾弗達特（Harvdāt）或胡爾達特（Khurdāt），現代波斯語稱霍爾達德（Khordād）。意為「完美」，是阿梅沙·斯彭塔之一，代表了阿胡拉·馬茲達的完美和健康。後被奉為水的女神。
在瑣羅亞斯德曆中，胡爾瓦塔特是第三月和每月第六日的庇護神。